# 樫迫隧道
樫迫隧道（かしさこずいどう、樫佐古隧道とも表記される）は、高知県土佐市と須崎市を結ぶ、旧県道宿毛線にあるトンネル。2019年現在、県道宿毛線は国道56号の一部となっており、現国道56号は新名古屋トンネルを通るルートに変更されているため、旧道となったこのトンネルは付近の住民の生活道路として利用されている。

## 概要
土佐市市道飯ヶ森樫佐古線と、須崎市市道名古屋峠線を繋ぐ、延長76mのトンネルである。土佐市と須崎市の境界線上にあるため、国土交通省のトンネル点検結果によると、管理区間は土佐市・須崎市とも半分の38mとなっている。
なお、土佐市史など土佐市の資料では集落名の樫佐古という地名を踏襲した「樫佐古隧道」と表記されているが、トンネル抗口上部の扁額には「樫迫隧道」と表示されている（須崎市史では樫迫トンネルという表記）。
完成は前述の国土交通省の資料で1897年、開通は土佐市の資料で1898年。樫迫隧道周辺には民家があるため、バイパス道となる名古屋トンネル開通後も、2019年現在に至るまで廃道とはなっていない。
樫迫隧道開通当初の1898年頃は徒歩や人力車が利用していたが、1904年には馬車による定期便が始まり、1921年には自動車が通り始めている。

## 特徴

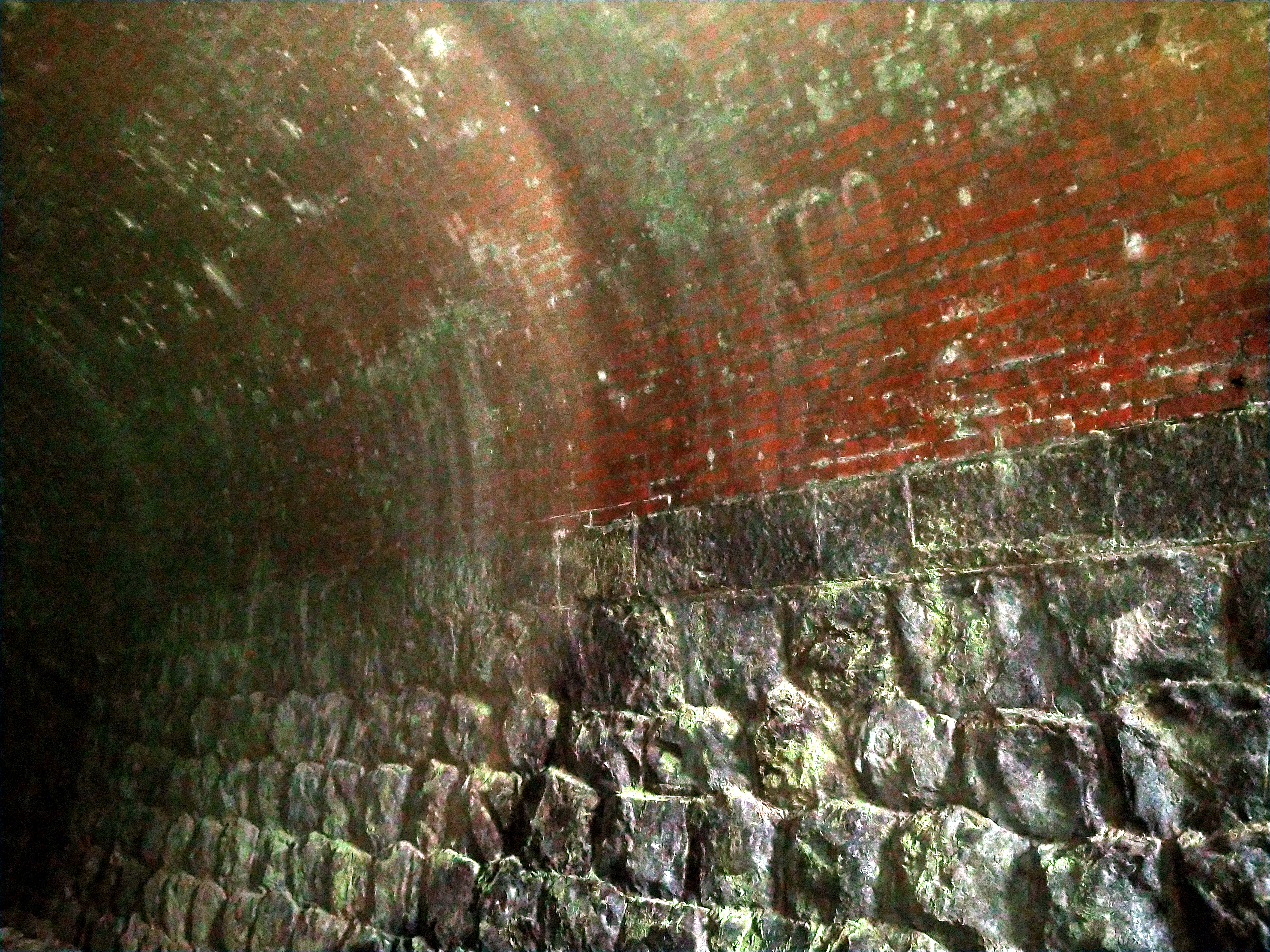
樫迫隧道内部

トンネル抗口は石積み、トンネル内部は側壁が石積みでアーチ部分は煉瓦で覆われている。
路面は土佐市側が未舗装かそれに近い状態、須崎市側は舗装されている。

## 沿革
1894年（明治27年） - 起工。
1898年（明治31年） - 開通。

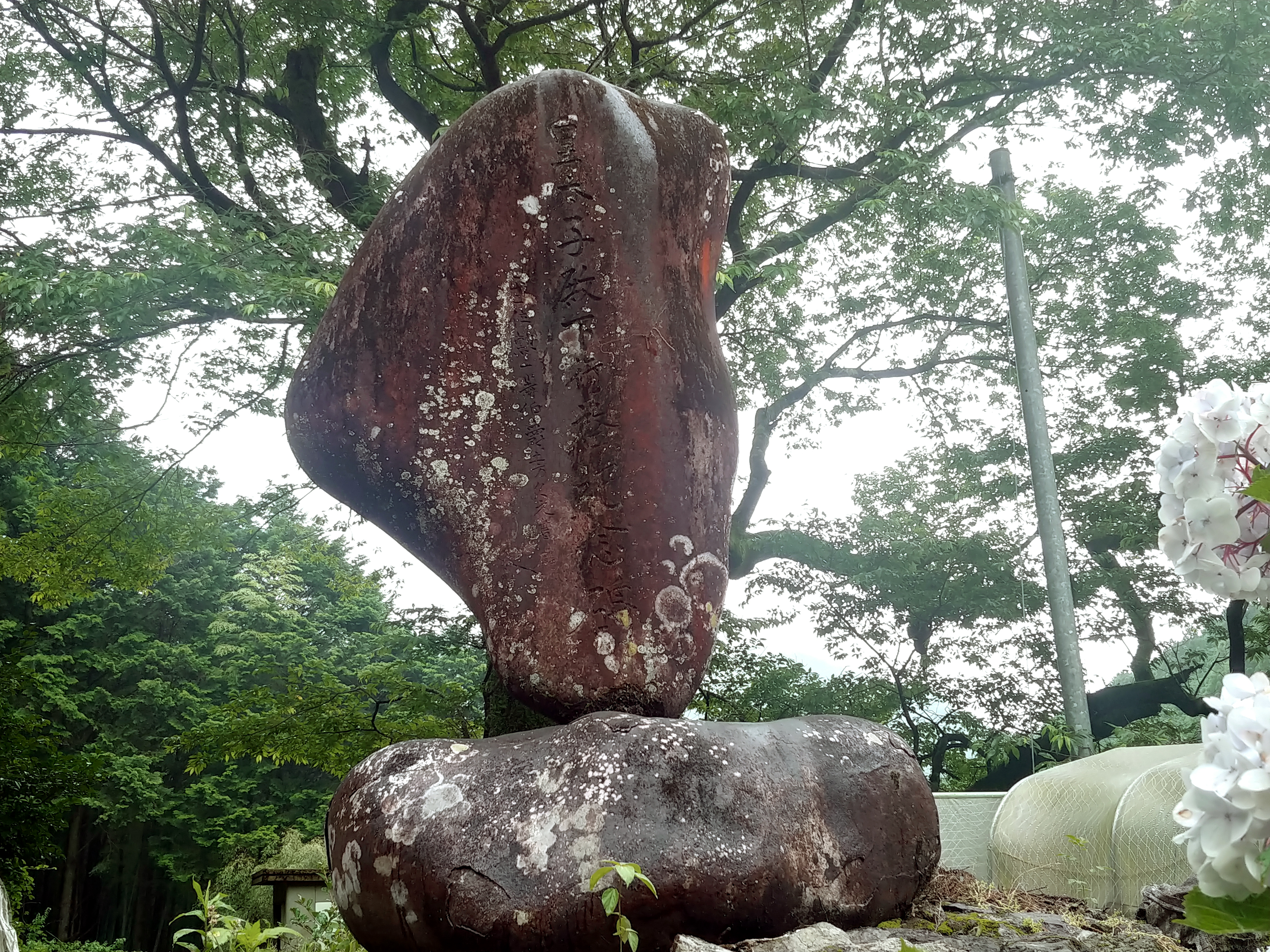
皇太子殿下行啓記念碑

1907年（明治40年） - 当時の皇太子（のちの大正天皇）が行啓した際、隧道の近くで休憩し、その記念碑が建立された（須崎側トンネル抗口付近）。
1958年（昭和33年）12月 - 名古屋トンネル開通によるルート変更で、主要道としての役割を終える。